# Tyr (Marvel Comics)
Tyr, il cui nome per intero è Tyr Odinson, è un personaggio dei fumetti creato da Stan Lee, Larry Lieber (testi) e Jack Kirby (disegni), pubblicato dalla Marvel Comics. La sua prima apparizione avviene in Journey into Mystery (vol. 1) n. 85 (ottobre 1962).
Ispirato all'omonima divinità della mitologia norrena, Tyr, noto come il "Dio della Guerra" (God of War), è il figlio del "Padre degli Dei" Odino e di sua moglie Frigga nonché fratellastro, ed occasionalmente avversario, di Thor.

## Biografia del personaggio

### Primi anni
Nato ad Asgard, dai sovrani del regno Odino e Frigga, Tyr ha due fratellastri da parte di padre (Thor e Vidar), un fratello maggiore (Balder), uno minore (Hermod), uno adottivo (Loki) ed una sorella (Aldrif). Crescendo si distingue in numerose battaglie divenendone uno dei migliori generali dell'esercito asgardiano, tanto da essere noto come "Dio della Guerra"; nel momento in cui le divinità decidono di incatenare il gigantesco e vorace lupo cosmico Fenris, Tyr è colui che si prodiga a distrarlo arrivando a sacrificare la propria mano sinistra, che infila tra le fauci della creatura pur di portare l'impresa a compimento.

### Alleato e nemico
Fedele guerriero di Asgard, per ordine di Odino, Tyr si è dimostrato disposto ad adempire anche all'esecuzione di uno dei suoi fratelli nonché di combattere un finto Ragnarǫk; la sua natura violenta e bellicosa lo ha tuttavia portato spesso ad essere anche un tenace avversario del "Dio del Tuono", col quale ha combattuto in numerose occasioni al fine di dimostrare chi dei due fosse il miglior guerriero di Asgard, arrivando infine ad allearsi con Loki in un fallimentare colpo di stato sebbene, successivamente, torni sui suoi passi aiutando Beta Ray Bill, i Vendicatori, i Fantastici Quattro e gli asgardiani ad affrontare le schiere demoniache di Surtur sulla Terra, guadagnandosi il perdono di Odino ed il permesso di fare ritorno ad Asgard, che in seguito contribuisce a difendere dalle forze di Seth e dove, come tutti gli abitanti del regno, muore durante Ragnarök.

### Rinascita e Hel
Resuscitato da Thor assieme a tutti gli dei del pantheon, Tyr difende il rinato regno di Asgard dalle mire del Dottor Destino durante il periodo di permanenza a Latveria ma, in seguito, nel corso dell'Assedio di Asgard, muore per mano di Hood venendo condotto da Danielle Moonstar nell'aldilà dove diviene rapidamente il comandante delle armate di Hela, con cui condivide un'attrazione reciproca.

## Poteri e abilità
Tyr possiede i poteri comuni a tutti gli asgardiani, quali forza, agilità, velocità, riflessi e resistenza sovrumani dovuti al fatto che pelle e ossa asgardiane siano all'incirca tre volte più dense di quelle di un comune essere umano. La sua longevità è inoltre quasi illimitata e, raggiunta la maturità, il suo invecchiamento si è praticamente cristallizzato, inoltre non può morire se non venendo ucciso. Oltre a tutto ciò, Tyr è un abile stratega ed uno dei migliori guerrieri di Asgard, tanto esperto di combattimento e armi bianche da poter rivaleggiare con Thor. Dopo aver subito l'amputazione della mano sinistra ad opera di Fenris, Tyr ha sviluppato la capacità di concentrare nel moncherino una grande quantità di energia distruttiva detta "Anima del Dio della Guerra" (Soul of the God of War).
Sebbene in battaglia prediliga servirsi di scudo e spada, in un'occasione Tyr ha brandito la Mazza del Mito di Guerra (Mace of the Myth-Wars), un'arma che si riteneva essere in grado di competere con Mjolnir ma che è finita spezzata nel corso di un successivo scontro con Thor.

## Altri media

### Cinema
- Tyr, interpretato da Clive Russell, compare in Thor: The Dark World (2013)[22] in cui tuttavia ha solamente pochi brevi cameo ed è il comandante dell'armata asgardiana degli Einherjar.

### Videogiochi
- Tyr è un personaggio giocabile in Marvel: La Grande Alleanza.